# Coll de Nargó
Coll de Nargó település Spanyolországban, Lleida tartományban. Coll de Nargó Abella de la Conca, Cabó, Organyà, Fígols i Alinyà, Oliana, Peramola, La Baronia de Rialb és Isona i Conca Dellà községekkel határos. Lakosainak száma 587 fő (2024).

## Népesség
A település népessége az utóbbi években az alábbiak szerint változott:
| Lakosok száma | 396  | 1919 | 1437 | 1276 | 684  | 591  | 634  | 587  | 550  | 587  |
|               | 1717 | 1887 | 1936 | 1960 | 1986 | 2004 | 2009 | 2014 | 2019 | 2024 |